# 齿叶木犀
齿叶木犀（学名：Osmanthus fortunei）为木犀科木犀属下的一个种。种名 fortunei 以英国植物学家Robert fortune（1813-1880）的名字命名。